# Edwin Anderson Walker

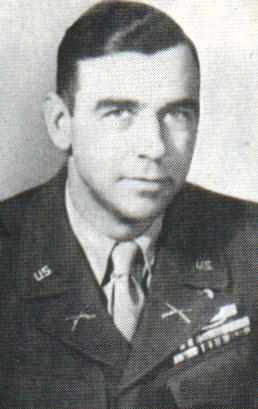
Edwin Anderson Walker

Edwin Anderson Walker (* 10. November 1909 in Center Point, Kerr County; † 31. Oktober 1993 in Dallas) war Generalmajor der United States Army und bekannt für seine rassistischen und antikommunistischen Ansichten.

## Leben

### Frühe Jahre
Seine Eltern waren Charlotte Thornton und George Pinckney Walker. Nach der Grundschule besuchte er das Schreiner Institute. Edwin „Ted“ Walker studierte ab 1927 am New Mexico Military Institute und schloss 1931 sein Studium an der United States Military Academy ab.

### Militärzeit und Krieg
Im Januar 1944 kommandierte Walker ein Regiment der First Special Service Force (Devil’s Brigade), einer Einheit aus US-Amerikanern und Kanadiern, bei der Operation Shingle. Im August 1944 löste Walker Robert T. Frederick als Befehlshaber der Devil’s Brigade ab. Die Devil’s Brigade landete auf den Inseln vor Hyères. Später kommandierte er das 417th Infantry Regiment, welches der dritten Armee angegliedert war. Am V-E-Day kommandierte er eine Einheit in Oslo.
Im Januar 1946 war Walker stellvertretender Direktor der Field Artillery School, Fort Sill.
Während des Bürgerkrieges in Griechenland leitete Walker die Griechenland-Abteilung im Verteidigungsministerium der Vereinigten Staaten und besuchte Griechenland und die Türkei in offizieller Mission.
Im Koreakrieg kommandierte Walker das siebte Infanterieregiment der dritten Infanteriedivision und war Militärberater des I. Corps des Südkoreanischen Heeres.
Später war er Militärberater bei Chiang Kai-shek.
1957 war Walker Kommandeur des Arkansas Military District in Little Rock. 1957 wurde an der Central High School in Little Rock die Aufhebung der Rassentrennung durchgesetzt. Der damalige Gouverneur des Bundesstaates Arkansas, Orval Faubus, ließ am Abend vor dem ersten Schultag am 2. September die ihm unterstehende Nationalgarde der Vereinigten Staaten aufmarschieren, um den Schülern den Zutritt in das Gebäude zu verweigern. Am 24. September 1957 stellte Präsident Eisenhower sämtliche Polizei- und Armeeeinheiten von Arkansas unter Bundeskommando.
Walker wurde Mitglied der John Birch Society.
1959 erhielt Walker das Kommando über die 24. US-Infanteriedivision, welche in Augsburg stationiert war. Walker ließ Offiziere ihre Soldaten von Kasernendächern heimlich fotografieren.
Walker erhielt einen Termin beim psychologischen Dienst. Unter Walker wurde 1961 ein politisches Bildungsprogramm mit der Bezeichnung „Pro Blue“ für Angehörige der Army durchgeführt. Auf den strategischen Karten waren die Truppen der NATO blau und die des Warschauer Paktes rot dargestellt. Im Rahmen des politischen Bildungsprogramms ließ Walker Werke der John Birch Society in seiner Division verteilen. Die Overseas Weekly, eine in Frankfurt veröffentlichte englischsprachige Zeitschrift für US-Militärpersonal, zitierte Walker, dass Harry S. Truman, Eleanor Roosevelt und Dean Gooderham Acheson definitiv „rosa“ seien. Dieses Zitat wurde so interpretiert, dass Walker nach einer damals geläufigen politischen Farbenlehre Zweifel an der politischen Linientreue der als „definitiv rosa“ Eingeschätzten hegen würde. Verteidigungsminister Robert McNamara entband Walker von seinem Kommando und auf Weisung von John F. Kennedy wurde eine Untersuchung durchgeführt. Der Untersuchungsbericht stellte fest, dass das politische Bildungsprogramm der US-Army nicht in Zusammenhang mit der „John Birch Society“ gebracht werden dürfe. Im Oktober 1961 wurde Walker zum Generalstab für Manöver und Operationen im Pazifik auf die Marine Corps Base Hawaii versetzt. Am 2. November 1961 trat Walker von seinem Amt bei der US-Army zurück und erklärte, er könne nicht länger in Uniform einer Zusammenarbeit mit dem Überlassen der Souveränität an die Vereinten Nationen dienen.

### Nach der Militärkarriere
Im Februar 1962 trat Walker bei Vorwahlen um die Kandidatur zum Gouverneur von Texas bei der Demokratischen Partei an. Die Kandidatur wurde von Barry Goldwater und Haroldson Hunt unterstützt. Bei den Vorwahlen im Mai 1962 wurde Walker sechster und John Connally gewählt.
Im September 1962 agitierte Walker gegen den Einsatz von Bundestruppen zur Durchsetzung der Anmeldung des Afroamerikaners James Meredith an der University of Mississippi.

„Hier spricht Edwin A. Walker. Ich bin in Mississippi neben Gouverneur Ross Barnett. Ich rufe zu einem landesweiten Protest gegen die Verschwörung auf. Zu einem Umzug für die Sache der Freiheit in einer berechtigten Entrüstung, einen tönenden Protest und zu bitterem Schweigen unter der Fahne von Mississippi gegenüber dem Einsatz von Bundestruppen.
Dies ist heute eine Schande für die Nation eine direkte Gefahr, eine Schande, nicht zu begreifen außer für die Feinde. Dies ist die Verschwörung der Kreuzigung durch die antichristlichen Verschwörer des Obersten Gerichtshofs in ihrer Verweigerung des Gebets und Verrat an einer Nation“

Walker wurde die Übertretung von vier Bundesgesetzen, darunter aufrührerische Verschwörung, Aufstand und Rebellion, vorgeworfen, und er wurde verhaftet. In seiner fünftägigen Haft bezeichnete er sich selbst als politischen Gefangenen der Kennedy-Regierung. Nach Hinterlegung einer Kaution von $ 50.000 wurde er freigelassen und kehrte nach Dallas zurück, wo er von etwa 200 Anhängern begrüßt wurde. Nach einer vom Gericht angeordneten psychiatrischen Untersuchung erklärte Robert L. Stubblefield Walker für zurechnungsfähig.
Bei einem Gerichtsverfahren im Januar 1963 wurden die gegen ihn erhobenen Anklagen fallen gelassen. Das Verfahren hätte innerhalb einer Frist von fünf Jahren wiederaufgenommen werden müssen, was unterblieb.
Im Februar 1963 beteiligte sich Walker an der antikommunistischen, pro-Segregation Tour „Operation Midnight Ride“ des Evangelikalen Billy James Hargis. Auf der Rundreise wurde eine Kontrolle der Presse durch die Kennedy-Regierung in der Frage der Segregation behauptet. Die Morde an zwei Journalisten wurden dieser Agitation zugeschrieben.
In einer Rede am 4. März 1963, welche im Dallas Times Herald vom 6. März 1963 veröffentlicht wurde, rief er das US-Militär dazu auf, die Plage, welche sich auf Kuba niedergelassen – gemeint war Fidel Castro – hatte, zu liquidieren.
Am 10. April 1963 versuchte der spätere Kennedy-Attentäter Lee Harvey Oswald ihn zu erschießen. Ein Fensterkreuz hat die abgegebene Kugel jedoch abgelenkt, sodass Walker nur am Unterarm verletzt wurde. In seinem Roman Der Anschlag bezieht Stephen King Oswalds Anschlag auf Walker in seine Story mit ein.
1964 wurde der rassistische Mörder Byron De La Beckwith wegen Mordes an dem schwarzen Bürgerrechtler Medgar Evers angeklagt. Gouverneur Barnett und  Walker besuchten diesen während des Prozesses im Gefängnis.
Am 23. Juni 1976 wurde Walker in einer Bedürfnisanstalt in einem Park in Dallas verhaftet. Der verdeckte Ermittler, welcher ihn festnahm, behauptete in der Anzeige, Walker habe sich ihm sexuell genähert. Ein weiteres Mal wurde Walker am 16. März 1976 wegen öffentlicher Obszönität verhaftet. Bei einem der beiden Verfahren plädierte Walker auf Verfahrenseinstellung. Er wurde zu einer Bewährungsstrafe von 30 Tagen Haft, 1.000 USD Geldstrafe und Gerichtskosten verurteilt.
Walker starb am 31. Oktober 1993 in Dallas an Lungenkrebs.

## Rezeption
Die Figur des General Jack D. Ripper in Stanley Kubricks satirischem Film Dr. Seltsam oder: Wie ich lernte, die Bombe zu lieben basiert auf Walker.